# Julius Adam
Julius Adam   (Múnic, 18 de maig de 1852 - Múnic, 23 de setembre de 1913), conegut com "Cats Adam", (alemany: Katzen-Adam va ser un pintor de gènere i animalista alemany especialitzat en imatges de gats.

## Biografia

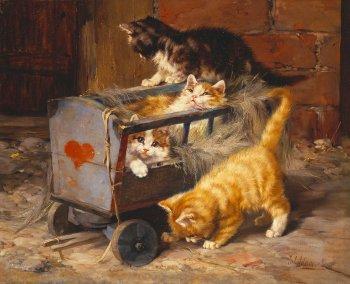
’‘Die Einquartierung ("Ocupant barris nous") (c. 1890)

Julius Adam era membre de la important família Adam d'artistes de Munic. El seu avi era Albrecht Adam, els seus oncles Benno, Franz i Eugen Adam, i el seu cosí Emil Adam, tots pintors. El seu pare, també anomenat Julius Adam (1821–1874), va ser principalment litògraf i fotògraf. Al principi Adam (el fill) es va dedicar a la fotografia de paisatges i va treballar per al negoci del seu pare a Rio de Janeiro, però més tard va tornar a Múnic i es va establir com a pintor de gènere.

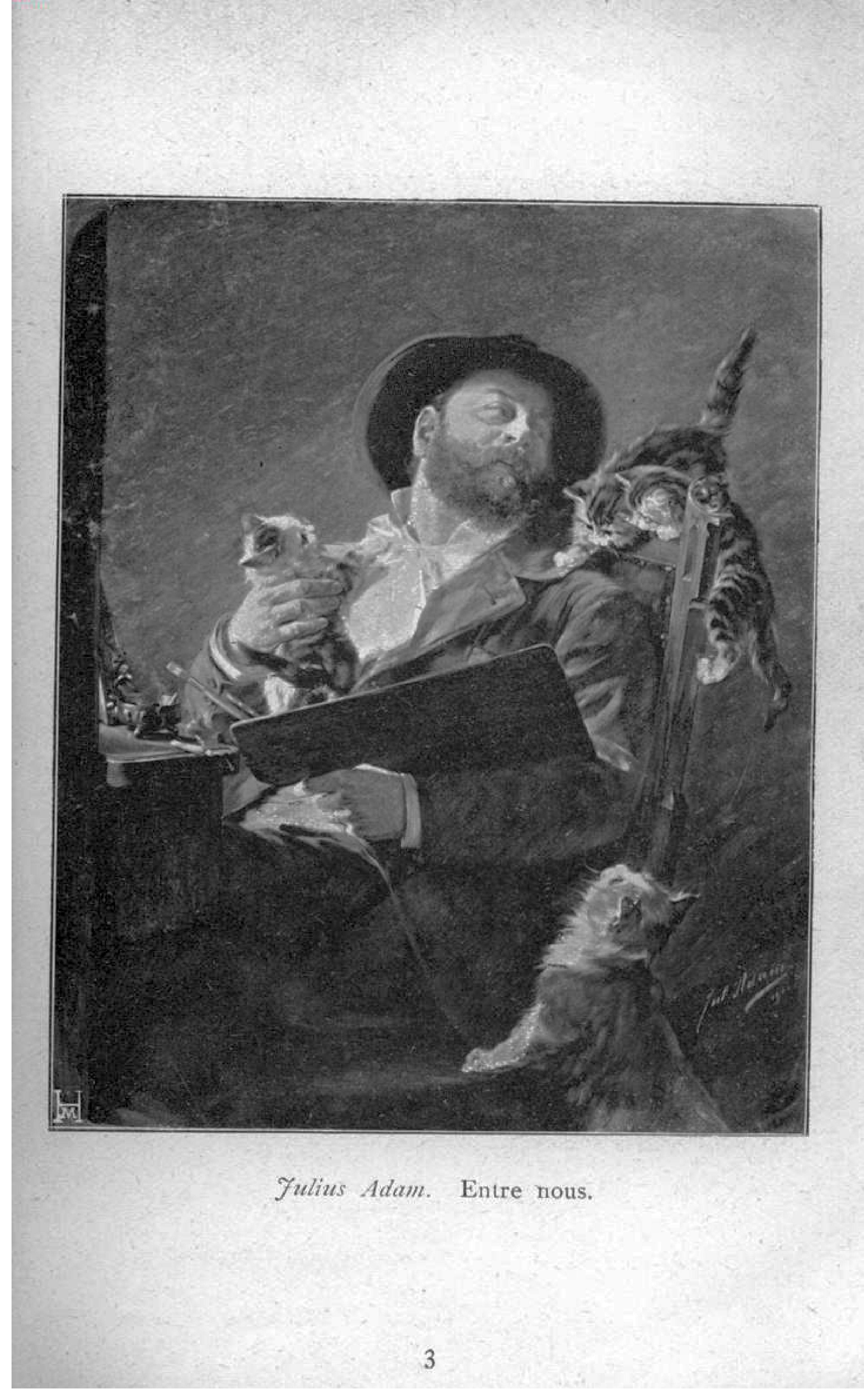
"Entre Nous" (autoretrat amb gatets) de Julius Adam (litografia de 1911 oli sobre tela)

Inicialment Adam va ser deixeble del Prof. Michael Echter (1812–1879), més tard de Wilhelm von Diez (1839–1907) a l'Akademie der Bildenden Künste de Munic. Va començar a produir les seves reeixides imatges de gats el 1882, la popularitat internacional de les quals va fer que l'alta qualitat de la seva altra obra fos una mica passat per alt.
Es va casar amb la seva cosina germà Amalie, filla del seu oncle Benno, però no van tenir fills.

## Tomba

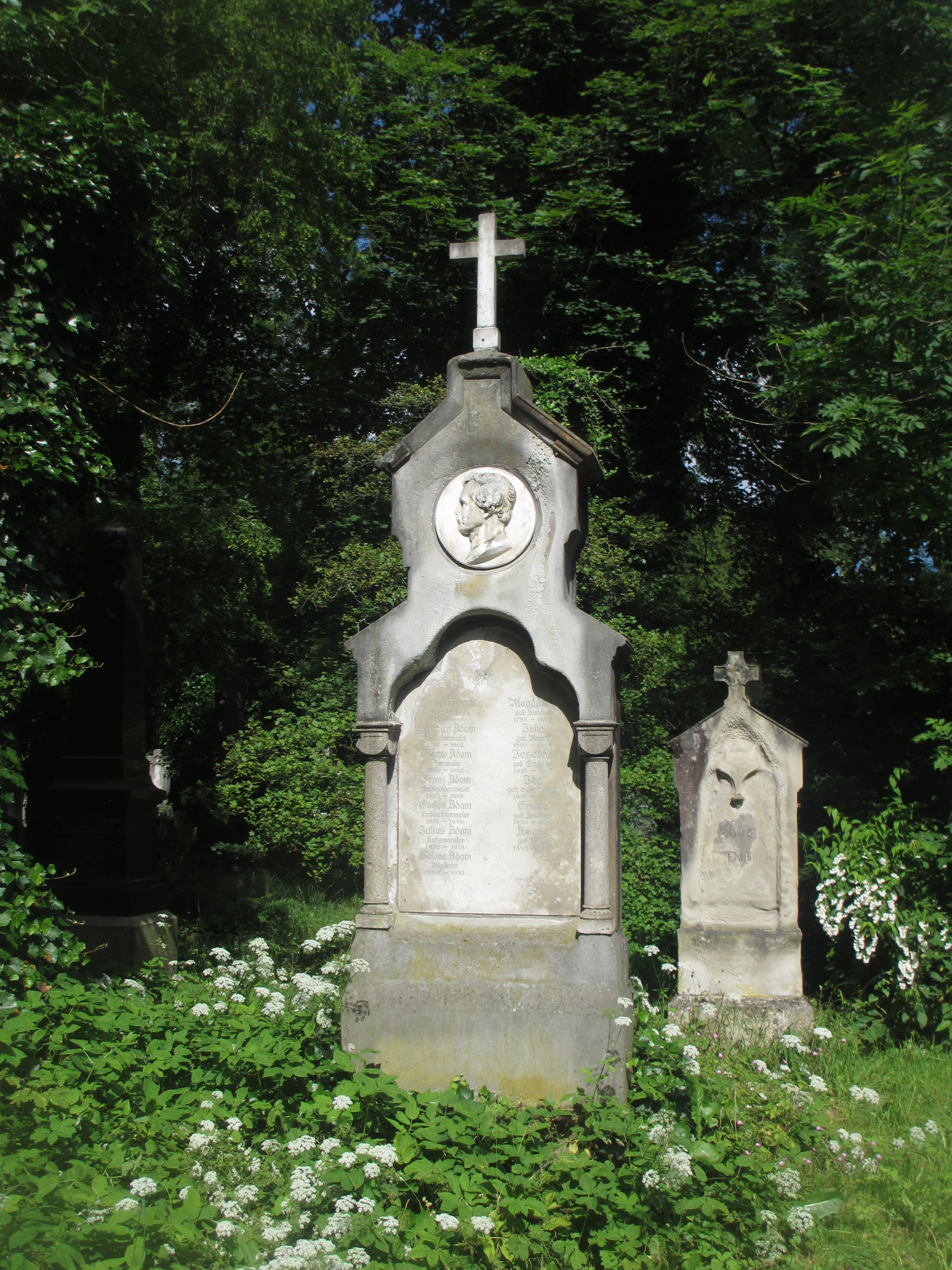
Tomba d'Albrecht Adam i dels seus fills a l’Alter Südfriedhof de Munic

Segons la inscripció al monument de l'avi de Julius Adam, Albrecht Adam (1786 – 1862), a l’Alter Südfriedhof de Munic (Gräberfeld 27 - Reihe 1 - Platz 25/26), la tomba de Julius hi ha al costat, però els registres del cementiri no tenen constància de l'enterrament.